# Canal de Kerma
Pour les articles homonymes, voir Kerma (homonymie).
Le Canal de Kerma (finnois : Kerman kanava) est un canal à écluse, situé à Heinävesi en Finlande.

## Description
Construit en 1903-1905, le canal de Kerma mesure 250 mètres de long et son dénivelé est de 2,3-2,4 mètres.
Il fait partie de la voie navigable d'Heinävesi.
Le canal de Kerma, le Canal de Pilppa et le canal de Vihovuonne relient le lac Kermajärvi au lac Haukivesi.
En 1906 débute la navigation de voyageurs sur la voie navigable d'Heinävesi.